# Dagálybad
Het Dagálybad (Hongaars: Dagály Termálfürdő, Strandfürdő és Uszoda) is een van de nieuwere baden in Boedapest. Het wordt vooral in de zomer gebruikt vanwege de uitgebreide buitenvoorzieningen. Desalniettemin is het een echt thermaalbad, inclusief fysiotherapeutisch verantwoorde massagemogelijkheden.

## Naam
De oorspronkelijke naam van dit bad was Vrijheidsbad. Naar welke vrijheid dit verwijst is niet duidelijk: over het algemeen verwijst het woord 'vrijheid' in een plaatsnaamaanduiding naar de vrijheid op de Habsburgers in 1867. Omdat dit bad echter pas in 1948 geopend is, kan het ook verwijzen naar de vrijheid op de Nazi's. Evenmin is duidelijk wanneer het bad de huidige naam heeft verkregen: Dagály, oftewel: vloed.

## Geschiedenis
Het is een van de jongste baden in Boedapest, geopend in 1948 hoewel de bron voor dit bad reeds in 1944 was geboord. Deze bron voerde water aan vanonder de Donau. In 1956 werd het bad uitgebreid met een 50m bad. Vanaf 1970 wordt water van het Széchenyibad ook naar Dagálybad geleid, waardoor ook dit bad tot thermaalbad werd.
In 1983 werd een door een canvasdoek overdekt 25m bad geopend. In 2000 werden de twee verouderde thermaalbaden omgevormd tot vier up-to-date thermaalbassins. Daarnaast werd een speciaal bassin voor kleine kinderen aangelegd alsmede een instructiebad. Pas in 2002 verkreeg het bad de huidige vorm met onder meer de zogenoemde "Paddenstoel"-poel en een niervormig bad waar golven worden geproduceerd. Heden ten dage telt het bad 10 bassins met verschillende vormen, afmetingen, samenstellingen van het water en temperaturen.

## Toekomst
Het bad is voorbestemd om in 2021 de wereldkampioenschappen zwemmen te houden en reeds in 2017 de junior wereldkampioenschappen.

## Watersamenstelling
Het bronwater bevat calcium, magnesium, waterstofcarbonaat, zwavelchloride, natrium en een significante hoeveelheid fluoride.
Hoeveelheid per liter water:
| ion                | afkorting | deeltjes per liter water |
| ------------------ | --------- | ------------------------ |
| lithium            | Li+       | 0000,14                  |
| fluoride           | F+        | 0001,46                  |
| natrium            | Na+       | 0067                     |
| chloride           | Cl−       | 0076                     |
| kalium             | K+        | 0008                     |
| bromide            | Br−       | 0000,23                  |
| calcium            | Ca2+      | 0130                     |
| jodide             | J−        | 0000,02                  |
| magnesium          | Mg2+      | 0038                     |
| waterstofcarbonaat | HCO3−     | 0573                     |
| ammonium           | NH4+      | 0000,24                  |
| sulfaat            | SO42−     | 0140                     |
| mangaan            | Mn2+      | 0000,02                  |
| sulfide            | S2−       | 0000,63                  |
| totaal             |           | 1037,74 mg/l             |

Temperatuur bron:	55 °C

## Therapeutische aanbevelingen
- degeneratieve gewrichtsaandoeningen
- chronische en subacute artritis
- orthopedische en post-traumabehandelingen